# Étienne Bauny
Étienne Bauny (né le 16 janvier 1564 à Mouzon (Ardennes), mort le 3 décembre 1649, à Saint-Pol-de-Léon) était un jésuite français et un théologien.  Il doit essentiellement sa notoriété à ses controverses avec les jansénistes, et aux attaques dont il fit l’objet de la part d’Antoine Arnauld puis de Blaise Pascal.

## Biographie
Étienne Bauny est admis à  la Compagnie de Jésus le 20 juillet 1593, au noviciat. À partir de 1607, il enseigne, onze ans durant, les humanités et la rhétorique, puis, de 1618 à 1625, la théologie morale et les cas de consciences, au collège de Clermont, à Paris,. Il devient ensuite le supérieur de Pontoise. Il acquiert la confiance du cardinal François de La Rochefoucauld, évêque de Clermont, qui le choisit comme directeur spirituel. François de La Rochefoucauld est très engagé dans les réformes de l’Église catholique de France, dans le prolongement du concile de Trente, réformes menées pour réagir contre le calvinisme tout en tenant à distance et en corrigeant les idées jansénistes. Etienne Bauny est également un proche de René de Rieux, évêque de Léon, qui lui confie le règlement d’affaires sensibles dans son épiscopat.
Il publie en 1630, à destination des prêtres, la Somme des péchés qui se commettent en tous états, de leurs conditions et qualités, en quelles occurrences ils sont mortels et véniels, et en quelle façon le confesseur doit interroger son pénitent. En 1634, il complète cet ouvrage, plusieurs fois réédité, par la Pratique du droit canonique. En septembre 1640, ces deux œuvres sont mises à l'Index librorum prohibitorum par Rome. En 1641, plusieurs propositions de la Somme sont censurées par la Sorbonne.
L’approche théologique d’Étienne Bauny suscite des attaques très vives des  jansénistes, qui lui reprochent son indulgence, et c'est notamment lui qu’Antoine Arnauld, puis Blaise Pascal, prennent à partie, lorsqu’ils accusent la Compagnie de Jésus d'enseigner une morale laxiste. Il est sévèrement critiqué et moqué dans les Lettres Provinciales de Pascal.
Il est mort dans l'exercice de son ministère apostolique, à l'âge de quatre-vingt-cinq ans. Nicolas Boileau le cite à deux reprises dans son célèbre poème héroï-comique Le Lutrin (chant IV). Et, dans un autre registre, il figure dans les ménologes de la Compagnie de Jésus, et dans les dictionnaires historiques de cet ordre.

## Principales œuvres
- Somme des péchés qui se commettent en tous états, de leurs conditions et qualités, en quelles occurrences ils sont mortels et véniels, et en quelle façon le confesseur doit interroger son pénitent, Paris, 1630 .
- Constitutiones Synodales dioecesis Leonensis, a Renato de Rieux Episcopo Leonensi promulgatae Paulipoli in Leoniâ, Paris, 1630.
- Pratique du droit canonique au gouvernement de l'Eglise, correction des mœurs, et distribution des bénéfices, le tout au style et usage de France, Paris, 1634 .
- De Sacramentis ac Personis Sacris, earumque dignitate, obligationibus ac jure, juxta sacrarum litterarum testimonia, SS. Patrum sententias Canonum ac Conciliorum sanctiones, cum summariis, indice duplice, uno tractatuum et quaestionum, rerum altero. Theologiae moralis pars prima, Paris, 1640, in fol.
- Tractatus de censuris ecclesiasticis, Paris, 1642, in fol.
- Theologia Moralis : De Censuris Ecclesiasticis : Cum summariis, indice duplici, uno tractatuum & quaestionum, rerum altero, Paris : Soly , 1642
- Nova beneficiorum praxisæ,Paris, 1649.

La première et troisième publication sont à l’Index.